# Schneidjoch
Das Schneidjoch ist ein 1811 m ü. A. hoher Berg im nördlichsten Teil der Brandenberger Alpen in Tirol, Österreich, nahe der Grenze zu Bayern. Früher wurde er den Bayerischen Voralpen zugerechnet.
Bekannt ist der Berg insbesondere für die in einer Quellgrotte aufgefundenen rätischen Inschriften, die in der Literatur nach dem nächstgelegenen Ort auch Steinberg-Inschriften oder Inschriften von Steinberg genannt werden.

## Topographie
Der Berg ist der westlichste und Hauptgipfel eines sich über rund 5 km von West nach Ost erstreckenden, südlich der Blauberge gelegenen und nördlich dem Guffert vorgelagerten Höhenzugs, dem auch der Abendstein (1596 m) und das Raggstadtjoch (1545 m) angehören, und der von der Berggruppe der Natterwand durch den Filzmoosbach getrennt wird. Ein östlich des Hauptgipfels gelegener Nebengipfel (1800 m) wird in älteren Karten als Rotwand bezeichnet.

## Alpinismus
Der Doppelgipfel wird von der Gufferthütte in knapp einer Stunde erstiegen. Von der südlich gelegenen Issalm (1413 m), die von der Straße von Achental nach Steinberg oder vom Kaiserhaus an der Brandenberger Ache erreicht wird, kann er ebenfalls erstiegen werden.

## Inschriften

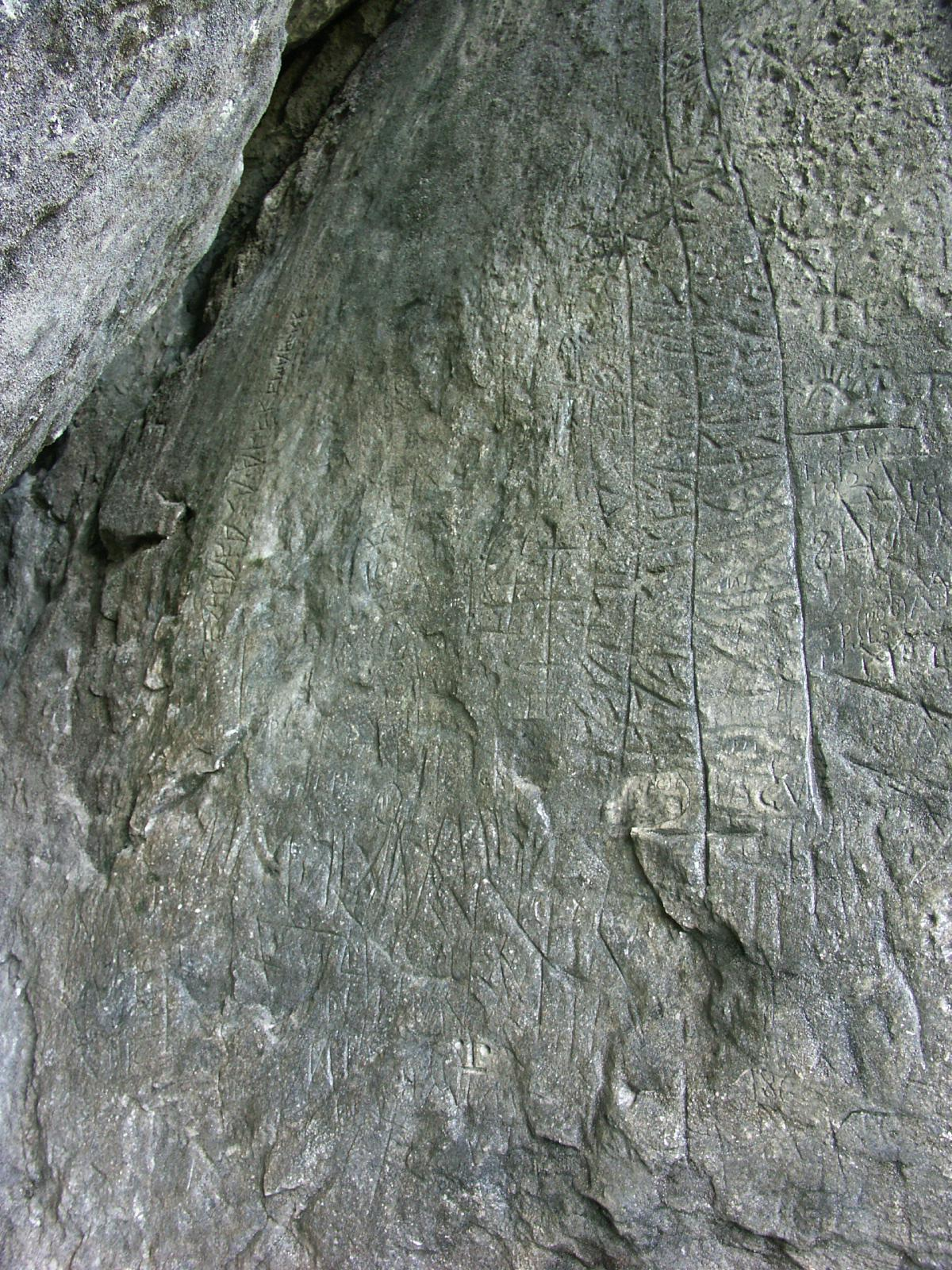
Inschriften

In der Nähe des Schneidjochs findet sich in einer Quellgrotte auf rund 1600 m Höhe eine Inschriftengruppe im Fels. Sie stammt wohl hauptsächlich aus der Zeitspanne um 500 v. Chr. bis Christi Geburt, also aus vorrömischer Zeit. Von Bergwanderern entdeckt ist sie von Emil Vetter (1878–1963) 1958 erstmals publiziert worden. Ein Gipsabguss von Tonabdrücken der Schriftzeichen ist im Tiroler Landesmuseum (Museum Ferdinandeum) in Innsbruck zu besichtigen. Stefan Schumacher legte im Jahr 2004 eine Lesung und teilweise Deutung vor, am besten für drei aus insgesamt sieben, acht oder neun von ihm als rätisch identifizierten Inschriften. Schumacher liest (hier mit Ersetzung von t1 durch <d> sowie t2, t3 durch <t> wiedergegeben, und mit Wortanfängen der Namen in Majuskeln):
Steinberg-1: Kastriesi Etunnuale ·
Steinberg-2: Ridauiesi Kastrinuale ·
Steinberg-3: Esimnesi Kastrinual[e]
Diese drei Inschriften gehören schon rein äußerlich zusammen und enthalten sehr wahrscheinlich die Weiheformeln einer Familie, bestehend aus dem Vater namens Kastrie (= Idionym, Eigenname) Etunnu (= Patronymikon, Vatersname, Filiation: Sohn des Etun) sowie seiner beiden Söhne Ridauie Kastrinu (= Patronymikon, Vatersname, Filiation: Sohn des Kastrie) und Esimne Kastrinu (= Patronymikon, Vatersname, Filiation: Sohn des Kastrie). Die Weiheformel des Vaters steht in der obersten Zeile, darunter in je einer tieferstehenden Zeile die Weiheformeln der Söhne. Die beiden Namen der Söhne sind auch aus römerzeitlichen lateinischen Inschriften bekannt (Ridaus und Essimnus / Essibnus / Eximnus). Diese Namenformeln umfassen nach rätischer Sitte den Eigennamen (= das Idionym) des Namenträgers und sein Patronym (= den Vatersnamen) zur Angabe der Filiation. Das rätische Personennamensystem steht noch auf der Vorstufe zu dem bei den Etruskern und Römern dann weiterentwickelten System aus Vorname (Praenomen) und Familienname (Gentiliz). In grammatischer Hinsicht stimmen die Kasusausgänge des Nominativs °ie und °e und des sog. Pertinentivs (Bedeutung etwa: von/durch/für) °(e)si und °(a)le genau zum Etruskischen.
Diether Schürr argumentierte, dass zwei der Inschriften in einer nicht näher bekannten indogermanischen Sprache verfasst sein könnten.
Zur Inschrift gelangt man über die Straße aus dem Achental nach Steinberg, nach 3,7 km zweigt eine Forststraße nach Nordosten ab (Auto nur mit Genehmigung der Forstverwaltung Achenkirch). Nach 5,1 km gabelt die Forststraße, von hier etwa 40 min. (ca. 1500 m) Fußweg zur Fundstelle. Zunächst der Markierung zur „Aschenbrenner Hütte“ nach Osten, dann dem Hinweis „Schneidjoch-Issalm“ nach Süden folgend, gelangt man knapp vor der Schneidjochscharte auf einen nach Westen abzweigenden schmalen Steig. Hier geht es entlang den Nordhängen des Schneidjochs fast bis zum Ende des Massivs. Inmitten schräg, fast senkrecht verlaufender Gesteinsschichten befindet sich eine Felsspalte an deren rechter Eingangsseite befindet sich die Inschrift. Die Quellgrotte ist mit einem Gitter gesichert.